# Вилла-дель-Боско
Вилла-дель-Боско (итал. Villa del Bosco) — коммуна в Италии, располагается в регионе Пьемонт, в провинции Бьелла.
Население составляет 370 человек (2008 г.), плотность населения составляет 123 чел./км². Занимает площадь 3 км². Почтовый индекс — 13060. Телефонный код — 0163.
В коммуне имеется приходской храм, освящённый в честь священномученика Лаврентия, покровителя коммуны. Празднование 10 августа.

## Демография
Динамика населения:

## Администрация коммуны
- Официальный сайт: http://www.comune.villadelbosco.bi.it/